# GŠK Solin-Cemex
Gradski šahovski klub Solin-Cemex je hrvatski šahovski klub iz Solina. 
Klub se ranije zvao 
Gradski šahovski klub Mravince Dalmacijacement. 
Djelovao je u Solinu i u Mravincima. Većinu klupskih rezultata klub je ostvario pod ovim imenom. 
Godine 2013. mijenja ime u Solin-Cemex. 
Višestruki je prvak Hrvatske i osvajač hrvatskog kupa. Sedam su puta osvojili naslov hrvatskog seniorskog prvaka i dvaput je bio prvak u konkurenciji seniorki. Igrači su im osvojili brojne pojedinačne naslove. 
Josip Barač je mnogo pridonio mravinačkoj šahovskoj organizaciji.

## Povijest
Osnovan je 1984. godine. U Hrvatsku se ligu plasirao 1988. godine. 1989. je pobijedio na natjecanju na Visu, stekavši pravo predstavljati Dalmaciju na finalu Kupa Hrvatske. Kad se Hrvatska osamostalila, Mravince su ušle u 1. hrvatsku ligu.
Mravince su organizator šahovskog turnira Salone, najjačeg šahovskog turnira u Hrvatskoj. Turnir Salona ima status velemajstorskog turnira od 1993. godine, 14. je kategorije.
Višegodišnji pokrovitelj ovog kluba je industrija cementa Dalmacijacement iz obližnjeg Solina i Kaštela.

## Poznati igrači
Za Mravince su igrali poznati šahisti kao što su Ante Šarić, Ivan Šarić, Vladimir Tkačijev, Emir Dizdarević, Filip Ljubičić, Mladen Muše, Ivan Žaja, Miroslav Rade, Ivica Armanda, Vladimir Malahov, Juraj Nikolac, Aleksandr Drejev, Vlado Kovačević, Bojan Kurajica, Zdenko Kožul, Ognjen Cvitan, Mirko Jukić, Dražen Čvorović, Dražen Sermek, Duško Pavasović, Ilja Smirin i drugi, a od inih poznatih to su don Ivan Cvitanović. Od poznatih šahistica za Mravince igrala je Mirjana Medić i Vesna Mišanović.

## Uspjesi
- 1991./92.: mravinački šahist Mirko Jukić postao prvi prvak samostalne Hrvatske u pojedinačnoj konkurenciji
- 1994.: mravinački šahist Filip Ljubičić prvak Hrvatske u pojedinačnoj konkurenciji
- 1997.: momčadski kup Hrvatske
- 1998.: momčadski kup Hrvatske
- 1999.: momčadski i djevojčadski kup Hrvatske, momčadsko prvenstvo Hrvatske
- 2000.: momčadsko prvenstvo i kup Hrvatske, žene osvajaju prvenstvo Hrvatske
- 2001.: momčadsko prvenstvo Hrvatske, žene osvajaju prvenstvo Hrvatske
- 2002.: momčadski i djevojčadski kup Hrvatske; momčad prva u Ligi, djevojčad druga
- 2003.: momčadski i djevojčadski kup Hrvatske; momčad prva u Ligi, djevojčad druga
- 2004.: momčadski kup Hrvatske; momčadski prvaci Hrvatske
- 2005.: momčadski kup Hrvatske; momčadski prvaci Hrvatske
- 2006.: momčadski prvaci Hrvatske, na kupu se nije nastupilo zbog financijskih problema

Ukupno je osvojeno osam uzastopnih momčadskih kupova Hrvatske i sedam momčadskih prvenstava Hrvatske. Djevojčad je osvojila dva naslova prvaka Hrvatske i tri kup Hrvatske.